# Бага-Чоносовское сельское муниципальное образование
Бага-Чоносовское сельское муниципальное образование — сельское поселение в Целинном районе Калмыкии.
Административный центр — Бага-Чонос.

## География
Бага-Чоновское СМО расположено в основном в пределах Ергенинской возвышенности, восточная часть СМО - на Прикаспийской низменности. Границы Бага-Чоносовского СМО установлены Законом Республики Калмыкия "Об установлении границ Бага-Чоносовского сельского муниципального образования Республики Калмыкия" от 25 декабря 2002 года № 280-II-З. Общая площадь в границах СМО - 42890 га, в том числе: земли сельхозназначения - 42216 га (пашня - 9409 га, пастбища - 32084 га, сенокосы - 723 га).
СМО граничит:
- на востоке с Ялмтинским СМО,
- на юге - с Целинным СМО,
- на западе - с Найнтахинским СМО,
- на севере  - с Оватинским и Шаттинским СМО (Кетченеровский район).

## Население
| 2002 | 2010 | 2011 | 2012 | 2013 | 2014 | 2015 |
| ---- | ---- | ---- | ---- | ---- | ---- | ---- |
| 849  | ↘716 | ↗723 | ↘704 | ↘680 | ↗692 | ↗705 |
| 2016 | 2017 | 2018 | 2019 | 2020 | 2021 |      |
| ↘693 | ↗708 | ↗713 | ↘709 | ↘708 | ↘688 |      |

Численность постоянно проживающего населения на территории сельского муниципального образования по состоянию на 01.10.2011 года составляет  691 человек, из них калмыки составляют 75 % (518 чел.), русские - 13 % (89 чел.), чеченцы - 7,2% (50 чел.), даргинцы - 2,5 % (17 чел)  и прочие национальности (аварцы,  литовцы, татары, азербайджанцы, армяне, казахи, осетины, украинцы, удмурты) - 2,5 % (17 чел.).

## Состав поселения
| № | Населённый пункт | Тип населённого пункта          | Население |
| - | ---------------- | ------------------------------- | --------- |
| 1 | Ар Нур           | посёлок                         | →0        |
| 2 | Бага-Чонос       | посёлок, административный центр | ↘686      |

## Экономика
Хозяйственную деятельность на территории СМО осуществляют:
- СПК «Цаган-Элсн»
- ООО «Мясо Калмыкии»
- МУП БЧСМО РК «Бага-Чоносовский коммунальник»
- 17 крестьянско-фермерских хозяйств,
- 150 личных подсобных хозяйств,
- 3 индивидуальных предпринимателя, осуществляющих торговую деятельность.